# میندن (آیووا)
میندن (به انگلیسی: Minden) شهری در ایالت آیووا کشور ایالات متحده آمریکا است که جمعیت آن در سرشماری سال ۲۰۱۰ میلادی، ۵۹۹ نفر بوده‌است.